# Dialecto romañol
El dialecto[cita requerida] romañol es un habla galoitálica de la Romaña, perteneciente al grupo emiliano-romañol que se habla en San Marino y el norte de Marcas.

## Historia
El romañol desciende del latín vulgar. Este evolucionó junto al toscano. Lo que distingue al romañol de otras lenguas del norte de Italia es un complejo de factores históricos, geográficos y culturales.
- Herencia greco-bizantina durante los siglos VI, VII y VIII;
- diferente exposición a la influencia germánica;
- Las diferentes característica del latín hablado en la península itálica (norte y sur de los Apeninos del Norte);
- La existencia de un "fondo celta" el cual formó un substrato para todas las lenguas norteñas.

## Distribución geográfica
Frontera occidental

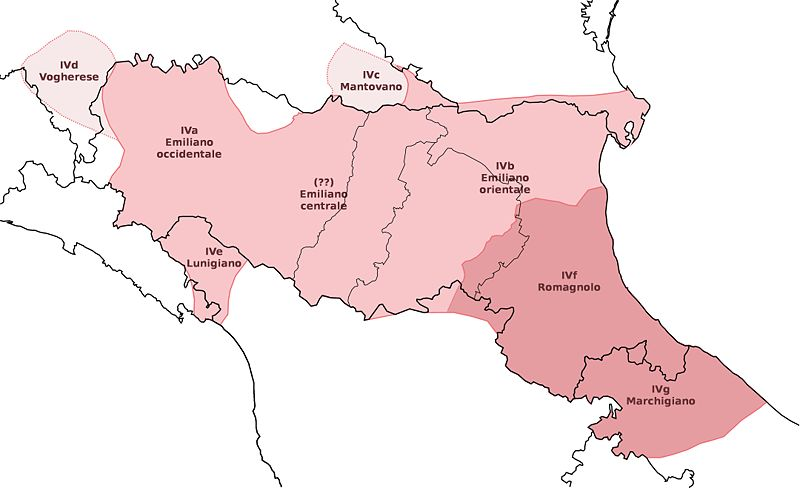
Distribución geográfica del romañol (en rosa oscuro)

El emiliano es hablado en la parte oeste de la Romaña. Las zonas donde el romañol y el emiliano contactan son las áreas del río Sillaro (25 km al este de Bolonia); al oeste de Castel San Pietro Terme se habla emiliano y a su este, en Imola el romañol. En Emilia-Romaña, el emiliano se habla desde Sillaro hasta Plasencia).
Frontera septentrional
El río Reno es la frontera entre el romañolo y el dialecto de Ferrara. El romañol se habla en algunos pueblos del norte de río Reno, como Argenta y  Filo, donde se mezclan gentes de orígenes romañolos y ferrarienses. Ferrara se encuentra dentro del dominio lingüístico del emiliano.
Frontera meridional
El romañol se habla también fuera de Emilia-Romaña, como en San Marino, en el valle de Marecchia, en el valle de Conca (Montefeltro) y en toda la provincia de Pesaro e Urbino.

## Literatura

### XVI-XIX
El primer texto en romañol es el "sonetto romagnolo" de Bernardino Catti de Rávena impreso en 1502. Fue escrito en una especie de mezcla entre el italiano y el romañolo.
El primer poema en romañol data de finales del siglo XVI. E Pvlon matt. Cantlena aroica, un poema heroico-cómico basado en el Orlando Furioso y escrito por un autor anónimo de San Vittore di Cesena. El poema original se componía de doce cantos, de los cuales solo sobrevivieron los cuatro primeros (1848 líneas).
El primer poeta en romañol en ganar fama fue el clérigo Pietro Santoni (Fusignano, 1736-1823). Fue el maestro de Vincenzo Monti, uno de los más famosos poetas italianos de ese momento.
En 1840 se publicó el primer diccionario italiano-romañol, obra de Antonio Morri de Faenza.

### XX
El siglo XX fue el mejor para la literatura en romañol. La poesía y la dramaturgia en romañol alcanzaron su mayor nivel de calidad. Los mejores autores de este período son:
- Olindo Guerrini, con "Sonetti romagnoli"
- Aldo Spallicci
- Raffaello Baldini, quien ganó en 1988 el «Premio Viareggio» y en 1995 el «Premio Bagutta»

El escritor en romañol más moderno es Tonino Guerra (1920-2012)

## Características
El romañol presenta unas características que lo distinguen de otras hablas galoitálicas.
|    | Latín     | Romañol | Italiano  | Español |
| 1) | geniculum | znoc`   | ginocchio | rodilla |
| 2) | tepidus   | tevvd   | tiepido   | tibio   |
| 3) | oculus    | oc`     | occhio    | ojo     |
| 4) | frigidus  | fredd   | freddo    | frío    |

En romañol c` se pronuncia /tʃ/. El romañol posee unas 20 vocales, en vez de las siete que posee el italiano.